# Phrynobatrachus villiersi
Phrynobatrachus villiersi es una especie  de anfibios de la familia Phrynobatrachidae.

## Distribución geográfica
Se encuentra en Costa de Marfil, Ghana y, posiblemente, en la zona adyacente de Liberia.  

## Estado de conservación
Se encuentra amenazada de extinción por la pérdida de su hábitat natural.